# Say Something (singel A Great Big World)
„Say Something” – ballada popowa stworzona na pierwszy album studyjny amerykańskiego zespołu muzycznego A Great Big World pt. Is There Anybody Out There? (2014). Wyprodukowany przez Dana Romera, utwór wydany został jako drugi singel promujący krążek dnia 3 września 2013 roku. W 2015 kompozycja została wyróżniona nagrodą Grammy w kategorii najlepszy występ pop duetu lub grupy.
Istnieje alternatywna wersja „Say Something”, nagrana przy gościnnym współudziale amerykańskiej wokalistki pop Christiny Aguilery. Piosenka spotkała się z uniwersalnie pozytywnym przyjęciem wśród krytyków muzycznych. Opiniodawcy chwalili silny tekst utworu, jego emocjonalną produkcję oraz delikatne wokale Aguilery, wzbogacające remiks. Druga wersja nagrania spotkała się z sukcesem komercyjnym w Ameryce Północnej i w ciągu kilku dni od momentu swojej premiery objęła szczyt listy przebojów magazynu Billboard Hot Digital Songs. Wysoko plasowała się także w bardziej prestiżowych notowaniach: Billboard Hot 100 (miejsce czwarte) oraz Canadian Hot 100 (miejsce pierwsze).
Singel promowany był przez utrzymany w minimalistycznej formie teledysk, w którym aktorzy odegrali sceny do melodii i tekstu utworu. Wśród bohaterów wideoklipu znajdują się dziecko obserwujące kłótnię rodziców oraz zapłakany starszy mężczyzna i jego umierająca żona. W klipie wystąpili też sami wykonawcy piosenki. Krytycy muzyczni wydali teledyskowi pochlebne recenzje, szczególnie pozytywnie oceniając emocjonalny występ Aguilery. Pod koniec listopada 2013 A Great Big World i Christina Aguilera wystąpili z „Say Something” podczas 41. gali wręczenia nagród American Music Awards.

## Informacje o utworze i wydaniu singla
Autorami piosenki są Mike Campbell oraz członkowie duetu A Great Big World, Ian Axel i Chad Vaccarino. Utwór wydano jako drugi, po piosence „This Is the New Year”, singel promujący debiutancki album grupy, Is There Anybody Out There?. Jest to także pierwsze singlowe wydawnictwo A Great Big World opublikowane po podpisaniu kontraktu z wytwórnią Epic Records. Premiera w systemie digital download nastąpiła 3 września 2013 roku. Wkrótce po publikacji „Say Something”, z członkami niezależnego nowojorskiego zespołu skontaktował się management wokalistki muzyki pop Christiny Aguilery. Aguilera, którą zachwyciła kompozycja, zaproponowała Axelowi i Vaccarino współpracę, chcąc gościnnie uczestniczyć w nagrywaniu nowej wersji utworu. Alternatywna wersja „Say Something”, z Christiną Aguilerą na featuringu, miała swoją premierę 4 listopada 2013, a powstała zaledwie parę dni wcześniej. Utwór nagrano w Los Angeles, w Kalifornii, gdzie mieszkała Aguilera.
Komentując swój udział w projekcie, artystka stwierdziła, że nagrywa jedynie te piosenki, które znajdują odzwierciedlenie w aktualnie zajmujących ją sprawach, jej obecnych problemach i troskach. Według Axela i Vaccarino, „Say Something” to utwór „uzdrawiający i pełen nadziei”. W wywiadzie udzielonym serwisowi internetowemu sacbee.com muzycy przyznali, że „poparcie, które otrzymali ze strony Christiny Aguilery, to niesamowity przywilej”, a „kolaboracja z piosenkarką pozostanie czymś, co obaj zapamiętają na zawsze”. Tekst piosenki dotyczy rozstania partnerów i wyraża emocje towarzyszące kończeniu związku miłosnego. Podmiot liryczny liczy na możliwość powrotu do ukochanej osoby. Jest to fortepianowa ballada o poszukiwaniach odpowiedzi na najcięższe pytania oraz próbie uratowania gasnącego związku uczuciowego.

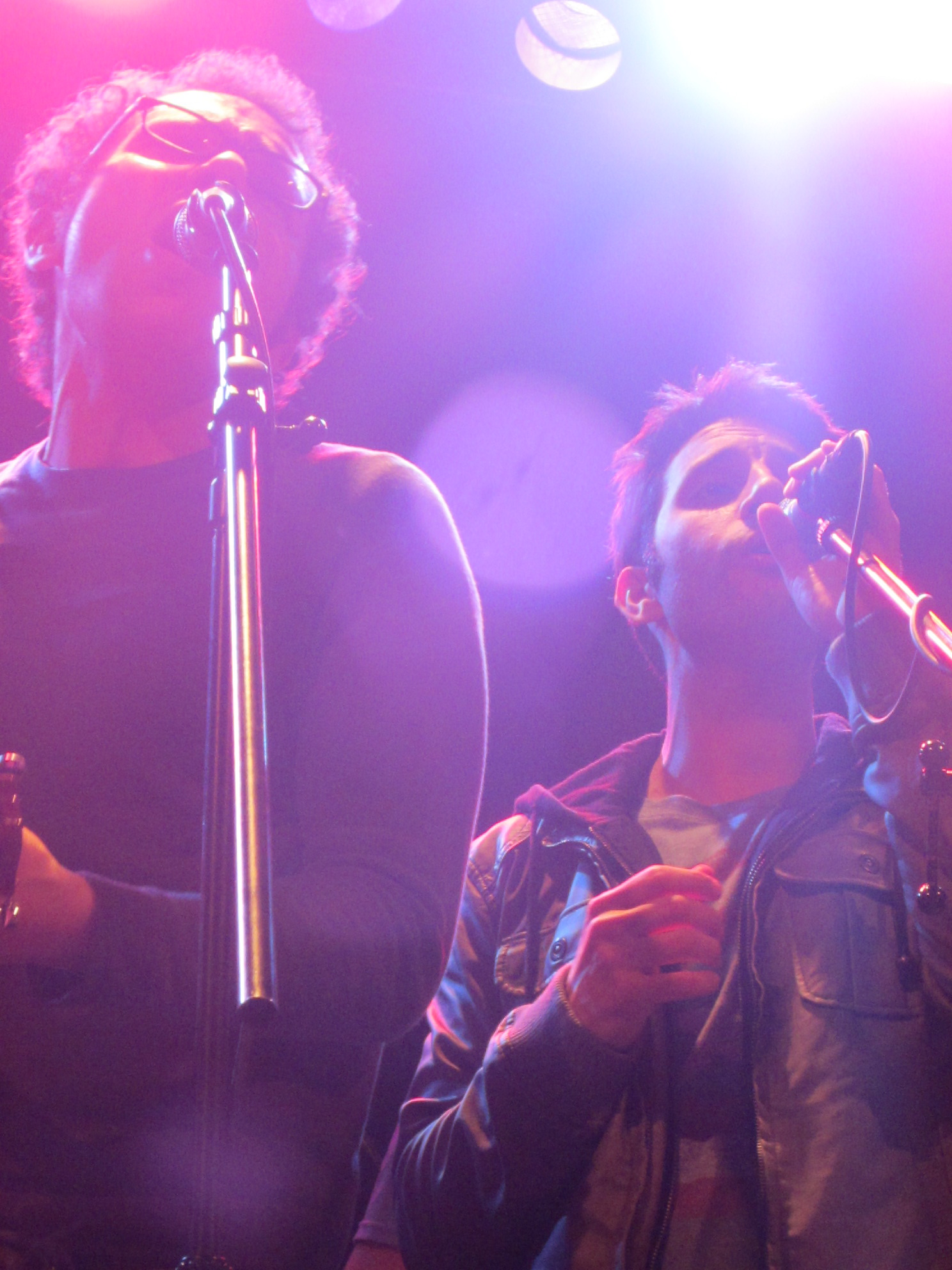
Autorzy, Ian Axel i Chad Vaccarino.

Wersja alternatywna „Say Something” odniosła duży sukces komercyjny; Axel i Vaccarino stwierdzili, że utwór w znaczący sposób wpłynął na ich karierę. W lutym 2014, w wywiadzie udzielanym brytyjskiej witrynie Digital Spy, muzycy wspominali sesję nagraniową z udziałem Aguilery: „Usiedliśmy z Christiną, kiedy nagrywała swoje wokale. Był to jeden z tych momentów, które całkowicie odmieniają życie. To było intensywne! Byliśmy onieśmieleni, cała sytuacja powodowała, że czuliśmy się bardzo wstydliwie (...) Większa część tego, co słyszycie w piosence, pochodzi z kilku pierwszych ujęć, które (Aguilera − przyp.) wykonała w studiu. Chciała, by nagranie było tak naturalne i proste, jak tylko to możliwe”. Ian Axel powiedział, że „Say Something” to „utwór, który posiada własny umysł”, „coś, co go przerasta”.

## Osiągnięcia na listach przebojów
Utwór, który w swojej oryginalnej wersji sprzedał się w nakładzie pięćdziesięciu dwóch tysięcy cyfrowych kopii, zgodnie ze statystykami organizacji Nielsen SoundScan, zyskał znacznie większy sukces po publikacji wersji alternatywnej. Summa summarum, jeszcze w pierwszej połowie listopada 2013 wyprzedano sto dziewięćdziesiąt tysięcy egzemplarzy „Say Something”. Osiemdziesiąt sześć procent tych kopii stanowił duet nagrany z Christiną Aguilerą. 7 listopada 2013 singel objął szczyt zestawienia najczęściej kupowanych wydawnictw w sklepie internetowym iTunes Store. Wkrótce potem debiutował z pozycji szesnastej w notowaniu Billboard Hot 100 oraz dziewiątej w Canadian Hot 100. Uplasował się również na pierwszym miejscu listy Billboardu Hot Digital Songs. W pierwszym tygodniu grudnia 2013 „Say Something” odnotował sukces na liście Billboard Hot 100, awansując z pozycji osiemnastej na dziesiątą. Utwór stał się tym samym pierwszym singlem A Great Big World, który zdołał ulokować się w Top 10 zestawienia. W przypadku Aguilery, było to jej jedenaste wydawnictwo desygnowane takim osiągnięciem (jednocześnie drugie w 2013 roku, po „Feel This Moment”, nagranym wspólnie z raperem Pitbullem). Osiągnięcie przez „Say Something” i „Feel This Moment” pozycji w Top 10 listy Hot 100 to także druga sytuacja w karierze Aguilery, kiedy więcej niż jeden z jej singli plasuje się w czołowej dziesiątce notowania w ciągu jednego roku. Ponad dekadę wcześniej, w 2000, trzy single artystki − „What a Girl Wants” (miejsce #1), „I Turn to You” (#3) i „Come on Over Baby (All I Want Is You)” (#1) − zyskały to samo powodzenie.
Ostatecznie na liście Billboard Hot 100 utwór zdołał uplasować się na czwartym miejscu. Zajął też miejsce ósme listy Billboard Hot 100 Airplay. Dziennikarz muzyczny Jason Lipshutz okrzyknął „Say Something” mianem „jednego z najbardziej zaskakujących przebojów radiowych 2013”. W zestawieniu Canadian Hot 100 utwór objął pozycję #1 w połowie lutego 2014 roku. Do końca lutego 2014 w Ameryce Południowej wyprzedano blisko dwa miliony trzysta pięćdziesiąt tysięcy egzemplarzy singla.
"Say Something” został przebojem także w innych rejonach świata. W Wielkiej Brytanii debiutował z pozycji #4 w zestawieniu UK Singles Chart, stając się siedemnastym singlem w karierze Aguilery, który uplasował się w czołowej dziesiątce listy, a także dwunastym obecnym w Top 5 notowania. Na liście przebojów singlowych Szkocji osiągnął, jako najwyższe, miejsce drugie. Nagranie było notowane na miejscu pierwszym listy MTV Asia Hitlist.

## Odbiór
W momencie wydania na singlu „Say Something” spotkał się z pochwałami ze strony internautów, którzy w emocjonalnych komentarzach schlebiali piosence. Utwór zyskał duże poparcie wśród użytkowników serwisu YouTube. Według redaktora witryny sacbee.com, „w czasach, gdy Internet uchodzi za wylęgarnię negatywności, grupie A Great Big World udało się przekształcił sieć w miejsce ukojenia i inspiracji”. W zwięzłej wiadomości opublikowanej na łamach portalu społecznościowego Twitter wokalistka Christina Perri skomentowała „Say Something”, pisząc: „Brak mi tchu. Ta piosenka jest wszystkim.” Strona internetowa allaboutmusic.pl wyłoniła singel jako jeden z dwudziestu najlepszych utworów roku. Pod koniec sierpnia 2014 Jason Lipshutz, redaktor magazynu Billboard, uznał singel za jeden z pięciu największych hitów Christiny Aguilery w Stanach Zjednoczonych.

### Recenzje
Singel, w obu wersjach (oryginalnej i zremiksowanej), zyskał pozytywne recenzje ze strony krytyki. Bill Lamb, publicysta współpracujący z serwisem About.com, wycenił utwór na , doceniając „silny tekst, delikatne wokale Aguilery, wzbogacające remiks”, a także „uczuciową aranżację instrumentów smyczkowych i fortepianu”. Lamb zaznaczył, że „'Say Something' jest lekarstwem na czasy, w których scena muzyczna cierpi przez brak emocjonalnych ballad”. Zdaniem pamflecisty, Christina Aguilera, „śledząc głos głównego wokalisty (Iana Axela − przyp.), wniosła w nagranie unikalny rezonans, brzmiący niemal tak, jakby artystka była duchem kochanki, do której adresowana jest piosenka”. Dziennikarka witryny hitfix.com, Melinda Newman, chwaliła wykonanie Aguilery za „wartą podziwu wokalną powściągliwość, pięknie konfrontującą się ze śpiewem Axela”. Rick Florino z serwisu Artistdirect.com nagrodził „Say Something” oceną w postaci , nazywając utwór „godnym Oscara”. Florino uznał, że singel posiada „filmowe zacięcie”, jest „jaskrawy i tętniący życiem”. Partie Aguilery skomentował jako „mistrzowsko wzmacniające (...) harmonię piosenki”, „jeden z najlepszych momentów w karierze wokalistki”. Według Sama Lansky’ego (Idolator), „już wersja bazowa 'Say Something' rozdzierała serce, lecz wokal Christiny Aguilery zapewnił utworowi wspaniałe wsparcie i upiększył go o dodatkowy patos”. „To ulga − usłyszeć, że artystka uświetnia kompozycję, zamiast ją przytłaczać” − dodał Lansky. Bradley Stern (MuuMuse.com) chwalił melodię utworu, a także Aguilerę, za „ukazanie prostszej strony swojego głosu”, subtelne, lecz efektywne wykonanie. Stern wskazał szeptany śpiew, towarzyszący ostatnim sekundom piosenki, jako jej największy atut. Całość skwitował, pisząc: „Mniej oznacza często więcej”. Robert Copsey (Digital Spy) korzystnie ocenił skromny udział Aguilery w nagrywaniu utworu.

## Teledysk
9 listopada 2013 ogłoszono, że ruszyły zdjęcia do teledysku promującego singel, a internetowe serwisy społecznościowe udostępniły pierwszy fotos z planu zdjęciowego. Prace nad klipem ukończono 15 listopada. Członkowie duetu A Great Big World zamieścili wówczas w serwisie Twitter wpis dotyczący nadchodzącego wideoklipu: „Właśnie zobaczyliśmy ostateczną wersję klipu z Xtiną. Jest tak piękny i doskonały; nie możemy się doczekać, aby się nim z wami podzielić już wkrótce!” Materiał realizowano w Los Angeles, reżyserem był Christopher Sims, a operatorem zdjęć Jeffrey L. Kimball. Za realizację odpowiadała wytwórnia DNA Inc., budżet wynosił sto tysięcy dolarów. Premiera nastąpiła 19 listopada 2013; czasopismo Entertainment Tonight ekskluzywnie udostępniło wówczas klip za pośrednictwem własnej witryny internetowej. Następnego dnia wideoklip został wydany przez oficjalny kanał VEVO zespołu A Great Big World. Jest to zaledwie drugi, po „This Is the New Year”, klip w wideografii duetu. Teledysk ukazuje trzech wykonawców śpiewających balladę w przyciemnionej sali. Axel, w towarzystwie Vaccarino, odgrywa melodię „Say Something” na fortepianie, podczas gdy Aguilera cicho odśpiewuje zwrotki i refreny. Artystom towarzyszą aktorzy, odgrywający sceny do tekstu utworu: dziecko, którego rodzice toczą kłótnię, para leżąca osobno na krańcach łóżka, zapłakany starszy mężczyzna i jego umierająca żona.

### Recenzje
Za sprawą swojej prostoty i szczerości wideoklip zyskał pochlebne recenzje krytyków muzycznych. Jason Lipshutz, w omówieniu teledysku dla magazynu Billboard, napisał: „Aguilera i Ian Axel wyglądają na całkowicie zatroskanych, gdy wspólnie nucą balladę o zerwaniu związku miłosnego. Kiedy piosenka osiąga swój punkt kulminacyjny, Axel starannie uderza w klawisze fortepianu, a Aguilera okazuje się być na pograniczu łez. Majestatycznemu utworowi towarzyszą pobudzające do płaczu sceny, często ukazane w zwolnionym tempie − w najbardziej uderzającej z nich starzec wspina się na szpitalne łóżko, by cichym okrzykiem pożegnać odchodzącą w spokoju partnerkę”. Recenzując klip dla serwisu E! Online, Peter Gicas chwalił emocjonalny występ Aguilery: „Piosenkarka włożyła w teledysk pewną subtelność, zdecydowanie sposobną, biorąc pod uwagę ton ballady, jak i samego widea”. Bradley Stern (MuuMuse.com) powtórzył tę opinię we własnej recenzji, w której pisał: „Uzbrojona jedynie w fortepian (...), wykonawczyni albumu Lotus obnaża swoją duszę i prezentuje wrażliwość rodem z ery Stripped, podobną do tej z prostego, lecz efektywnego klipu do singla 'The Voice Within'. Nie ma tu miejsca na teatralność divy lub peruki − jest miejsce wyłącznie na twarde emocje (...)”. Stern nazwał występ Aguilery w teledysku „wykonaniem na naprawdę wysokim poziomie artystycznym”. Dziennikarz Brian Anthony Hernandez uznał, że klip jest oszałamiający i zasługuje na nominację do nagrody MTV Video Music (VMA).

## Promocja i wykonania koncertowe

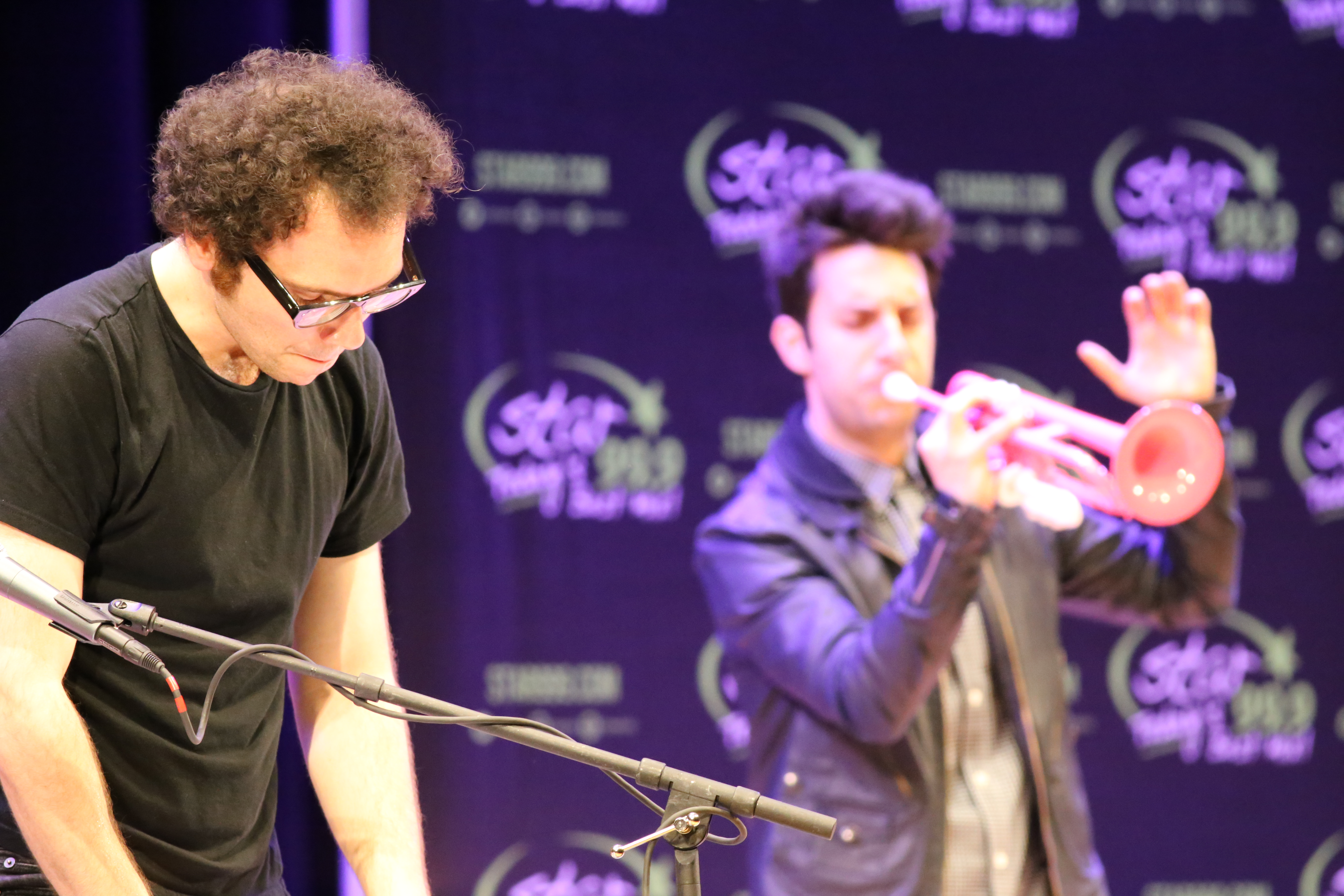
Maj 2013; Axel i Vaccarino wykonują utwór podczas koncertu w Jonathan Law High School w Milford w stanie Connecticut.

Wiosną, 1 czerwca 2013 roku, zespół A Great Big World dał koncert w Backyard Stage w Greensboro. Wśród wykonywanych przez formację utworów znalazł się „Say Something”. 3 września 2013 piosenka została wykorzystana w odcinku dziesiątej edycji tanecznego talent show So You Think You Can Dance stacji FOX. 5 listopada 2013 Ian Axel i Chad Vaccarino byli gośćmi muzycznego programu rozrywkowego The Voice, nadawanego przez telewizję NBC, i wspólnie z Christiną Aguilerą, występującą w programie w roli jurorki, wykonali „Say Something” przed zgromadzoną w studio publicznością. Za sprawą występu na żywo piosenka uplasowała się na miejscu czwartym zestawienia najpopularniejszych wydawnictw sklepu internetowego iTunes Store, a po dwóch dniach zdobyła szczyt tej listy. Wykonanie zostało też pozytywnie ocenione przez dziennikarzy muzycznych. Michelle Stark, w recenzji dla czasopisma Tampa Bay Times, stwierdziła, że „widowisko w wydaniu tria przysporzyło wszystkim ciarki na plecach”. Rola Aguilery w występie zyskała pochlebne opinie w słowach publicystów piszących dla takich magazynów i witryn internetowych, jak Daily Mail, Idolator, Las Vegas Guardian Express i MuuMuse.com. 24 listopada 2013 Axel i Aguilera zagrali koncert podczas 41. gali American Music Awards. Występ odbył się w Nokia Theatre L.A. Live w Los Angeles, a artyści zaśpiewali piosenkę „Say Something”. Jason Lipshutz, redaktor magazynu Billboard, chwalił wykonanie, uznając je za pełne emocji.
10 grudnia 2013 członkowie A Great Big World, tym razem bez udziału Aguilery, wystąpili z piosenką w trakcie pokazu mody Victoria’s Secret Fashion Show, a 21 stycznia 2014 − podczas porannego talk-show ABC News Good Morning America. Zespół odśpiewał piosenkę na łamach holenderskiego programu telewizyjnego RTL Late Night. Ich występ wyemitowano w odcinku nadanym w walentynki, 14 lutego 2014. Christina Aguilera miała wystąpić z utworem podczas koncertu w Petronas Twin Towers w Kuala Lumpurze 28 marca 2014. Koncert został odwołany z powodu katastrofy lotu Malaysia Airlines 370. Mimo to, odbył się występ artystki przed prywatną publicznością. 2 maja 2014 Aguilera wykonała utwór w trakcie New Orleans Jazz & Heritage Festival. Na scenie gościnnie towarzyszył jej Ian Axel. Osiem dni później, 8 maja, Axel, Vaccarino i Aguilera wystąpili z balladą na stadionie StubHub Center, w ramach corocznego festiwalu Wango Tango. 22 lutego 2015 Aguilera dała koncert w trakcie oscarowego przyjęcia organizowanego przez Vanity Fair, a 27 lipca tego roku wystąpiła na prywatnej imprezie Cisco Rocks. Podczas obu okazji odśpiewała „Say Something”. 28 maja 2016 występ artystki przed dwustutysięczną widownią zamknął marokański festiwal muzyczny Mawazine. Wśród dwudziestu odśpiewanych przez Aguilerę piosenek znalazła się ballada „Say Something”. 6 czerwca 2016 odbył się koncert zorganizowany przez komitet Hillary Victory Fund. Wzięli w nim udział muzycy zaangażowani w działalność społeczną, wspierani przez byłą sekretarz stanu USA Hillary Clinton. Aguilera zaśpiewała cztery utwory, w tym „Say Something” w duecie z Colinem Smithem. 30 lipca 2016 Aguilera odśpiewała piosenkę na koncercie inaugurującym otwarcie hali widowiskowej Black Sea Arena w Gruzji.
28 kwietnia 2018 Aguilera zaśpiewała „Say Something” w Crystal Hall, w Baku, z okazji Grand Prix Azerbejdżanu, a półtora miesiąca później, w czerwcu, wykonała piosenkę przed publicznością obecną na koncercie charytatywnym GenentechGivesBack, w San Francisco. Utwór wykonano podczas trasy koncertowej The Liberation Tour (2018), rezydentury The Xperience (2019) oraz europejskiego tournée The X Tour ('19).

## Spuścizna
Utwór stanowił inspirację do napisania singlowej piosenki „Head Above Water” z repertuaru Avril Lavigne (2018). Kelly Clarkson wykonała cover nagrania w swoim talk-show (The Kelly Clarkson Show) 13 sierpnia 2020 roku.

## Nagrody i wyróżnienia
| Rok  | Ceremonia                | Nagroda                                       | Rezultat  |
| ---- | ------------------------ | --------------------------------------------- | --------- |
| 2013 | All About Music Awards   | najlepsza współpraca roku                     | Wygrana   |
| 2013 | AMFT Awards              | najlepszy występ duetu lub grupy – muzyka pop | Wygrana   |
| 2013 | MadMusic Awards          | singel roku                                   | Wygrana   |
| 2014 | World Music Awards       | najlepszy teledysk                            | Wygrana   |
| 2014 | World Music Awards       | najlepsza piosenka                            | Nominacja |
| 2014 | iHeartRadio Music Awards | najlepszy tekst piosenki                      | Nominacja |
| 2015 | Grammy Awards            | najlepszy występ pop duetu lub grupy          | Wygrana   |

## Listy utworów i formaty singla
Digital download (wersja solowa)
1. „Say Something” − 3:52

Digital download (duet)
1. „Say Something” (feat. Christina Aguilera) − 3:49

Brytyjski digital download
1. „Say Something” (feat. Christina Aguilera) − 3:49
2. „Say Something” − 3:52

## Twórcy
- Główne wokale: Ian Axel, Chad Vaccarino, Christina Aguilera (wersja alternatywna)
- Autor: Ian Axel, Chad Vaccarino, Mike Campbell
- Producent, miksowanie: Dan Romer
- Fortepian: Ian Axel
- Inżynier dźwięku: Dan Romer, Ted Tuthill, współpr. Cameron Alexander
- Współpraca: Oscar Albis Rodriguez, Zach Jones, Chris Anderson

## Pozycje na listach przebojów
| Kraj/region              | Notowanie (2013/2014)                | Wydawca                         | Najwyższa pozycja |
| ------------------------ | ------------------------------------ | ------------------------------- | ----------------- |
| Albania                  | Official Singles Chart               | IFPI                            | 4                 |
| Australia                | Top 100 Singles                      | ARIA Charts                     | 1                 |
| Austria                  | Top 50 Airplay                       | MusicTrace                      | 7                 |
| Austria                  | Top 75 Singles                       | Ö3 Austria Top 40               | 4                 |
| Azja                     | MTV Asia Hitlist                     | MTV Asia                        | 1                 |
| Belgia (Flandria)        | Ultratop 50                          | Ultratop                        | 1                 |
| Belgia (Region Waloński) | Ultratop 50                          | Ultratop                        | 15                |
| Chile                    | Top 100 Singles                      | Nielsen Chile/IDERE/Monitec     | 70                |
| Chorwacja                | Top 100 Singles                      | YE                              | 15                |
| Cypr                     | Official Singles Chart               | ΕΕΠΗ                            | 20                |
| Czechy                   | Top 100 Singles                      | IFPI                            | 8                 |
| Dania                    | Top 40 Singles                       | Tracklisten                     | 20                |
| Filipiny                 | Official Singles Chart               | PARI                            | 2                 |
| Finlandia                | Top 20 Singles                       | Suomen virallinen lista         | 11                |
| Francja                  | Top 100 Singles                      | SNEP                            | 29                |
| Grecja                   | Top 50 Singles                       | ΕΕΠΗ                            | 9                 |
| Hiszpania                | Top 50 Singles                       | PROMUSICAE                      | 24                |
| Holandia                 | Dutch Top 40                         | MegaCharts                      | 19                |
| Holandia                 | Mega Single Top 100                  | MegaCharts                      | 6                 |
| Holandia                 | Tipparade Top 30                     | MegaCharts                      | 3                 |
| Indonezja                | Top 50 Singles                       | Creative Disc                   | 1                 |
| Irlandia                 | Top 50 Singles                       | IRMA                            | 6                 |
| Izrael                   | Official International Airplay Chart | IFPI                            | 5                 |
| Izrael                   | Top 18 Singles                       | Galgalatz                       | 2                 |
| Japonia                  | Japan Hot 100                        | Billboard/Hanshin Contents Link | 67                |
| Kanada                   | Adult Contemporary                   | Billboard                       | 6                 |
| Kanada                   | Adult Pop Songs                      | Billboard                       | 7                 |
| Kanada                   | Canadian Hot 100                     | Billboard                       | 1                 |
| Kostaryka                | Top 40 Airplay                       | IFPI                            | 8                 |
| Luksemburg               | Official Singles Chart               | IFPI                            | 4                 |
| Malezja                  | Official Singles Chart               | RIM                             | 2                 |
| Malta                    | Top 20 Singles                       | IFPI                            | 9                 |
| Niemcy                   | Top 100 Airplay                      | MusicTrace                      | 82                |
| Niemcy                   | Top 100 Singles                      | Media Control Charts            | 36                |
| Norwegia                 | Top 20 Singles                       | VG-lista                        | 8                 |
| Nowa Zelandia            | Top 40 Singles                       | RIANZ                           | 2                 |
| Portugalia               | Top 50 Singles                       | AFP                             | 5                 |
| Rumunia                  | Top 100 Singles                      | Music & Media                   | 20                |
| Singapur                 | Official Singles Chart               | IFPI                            | 1                 |
| Słowacja                 | Top 100 Singles                      | IFPI                            | 8                 |
| Słowenia                 | Official Singles Chart               | IFPI                            | 11                |
| Stany Zjednoczone        | Adult Contemporary                   | Billboard                       | 3                 |
| Stany Zjednoczone        | Adult Pop Songs                      | Billboard                       | 1                 |
| Stany Zjednoczone        | Billboard Hot 100                    | Billboard                       | 4                 |
| Stany Zjednoczone        | Billboard Hot 100 Airplay            | Billboard                       | 8                 |
| Stany Zjednoczone        | Digital Songs                        | Billboard                       | 1                 |
| Stany Zjednoczone        | Hot Dance Club Songs                 | Billboard                       | 1                 |
| Stany Zjednoczone        | Top 40 Mainstream (Pop Songs)        | Billboard                       | 7                 |
| Szkocja                  | Top 75 Singles                       | OCC                             | 2                 |
| Szwajcaria               | Top 100 Singles                      | Schweizer Hitparade             | 20                |
| Szwecja                  | Top 60 Singles                       | Sverigetopplistan               | 4                 |
| Świat                    | United World Chart                   | Media Traffic                   | 4                 |
| Wielka Brytania          | UK Official Airplay Chart            | OCC                             | 4                 |
| Wielka Brytania          | UK Singles Chart                     | OCC                             | 4                 |

### Listy końcoworoczne
| Kraj      | Notowanie (2014)          | Wydawca     | Najwyższa pozycja |
| --------- | ------------------------- | ----------- | ----------------- |
| Australia | ARIA Mid-Year Top Singles | ARIA Charts | 2                 |
| Izrael    | Top 18 Singles            | Galgalatz   | 5                 |

## Sprzedaż i certyfikaty
| Kraj              | Wydawca      | Certyfikat | Sprzedaż   |
| ----------------- | ------------ | ---------- | ---------- |
| Australia         | ARIA         | 4x platyna | 280 000+   |
| Belgia            | IFPI         | złoto      | 15 000+    |
| Dania             | IFPI         | platyna    | 30 000+    |
| Kanada            | Music Canada | 6x platyna | 480 000+   |
| Nowa Zelandia     | RIANZ        | 2x platyna | 30 000+    |
| Stany Zjednoczone | RIAA         | 6x platyna | 6 000 000+ |
| Szwecja           | IFPI         | 2x platyna | 80 000+    |
| Wielka Brytania   | BPI          | platyna    | 1 050 000+ |

| Kraj            | Wydawca | Sprzedaż     |
| --------------- | ------- | ------------ |
| Wielka Brytania | BPI     | 113 000 000+ |

## Historia wydania
| Typ singla                               | Region            | Data              | Format           | Wytwórnia                |
| ---------------------------------------- | ----------------- | ----------------- | ---------------- | ------------------------ |
| Wersja solowa                            | Stany Zjednoczone | 3 września 2013   | digital download | Epic Records             |
| A Great Big World ft. Christina Aguilera | Niemcy            | 4 listopada 2013  | digital download | Sony Music Entertainment |
| A Great Big World ft. Christina Aguilera | Stany Zjednoczone | 4 listopada 2013  | digital download | Epic Records             |
| A Great Big World ft. Christina Aguilera | Kanada            | 4 listopada 2013  | digital download | Epic Records             |
| A Great Big World ft. Christina Aguilera | Brazylia          | 4 listopada 2013  | digital download | Epic Records             |
| A Great Big World ft. Christina Aguilera | Indonezja         | 11 listopada 2013 | digital download | Epic Records             |
| A Great Big World ft. Christina Aguilera | Niemcy            | 12 listopada 2013 | airplay          | Sony Music Entertainment |
| Wersja solowa                            | Polska            | 26 listopada 2013 | airplay          | Sony Music Entertainment |
| A Great Big World ft. Christina Aguilera | Polska            | 6 grudnia 2013    | airplay          | Sony Music Entertainment |
| A Great Big World ft. Christina Aguilera | Wielka Brytania   | 16 lutego 2014    | digital download | Epic Records             |

## Informacje dodatkowe
- Singel stał się najczęściej coverowaną przez internautów (użytkowników takich serwisów jak YouTube czy SoundCloud.com) kompozycją jesieni 2013 roku.
- Alternatywną wersję piosenki, z gościnnym udziałem Christiny Aguilery, nagrano w ciągu dwóch godzin[6].
- Oficjalny cover w wykonaniu boliwijskiego wokalisty Luisa Gamarry miał swoją premierę w styczniu 2014. Utwór nosi tytuł „Di algo” i śpiewany jest w języku hiszpańskim.
- Łukasz Tokarski nagrał polskojęzyczną wersję utworu, zatytułowaną „Powiedz coś” (2017)[123].